# أوزا دوس رايوس
بلدية أوزا دوس رايوس (بالإسبانية: Oza dos Ríos)‏، هي إحدى بلديات مقاطعة لا كرونيا إحدى مقاطعات إسبانيا، و التي تقع في منطقة جليقية شمال غرب إسبانيا.
يبلغ عدد سكانها 3.160 نسمة وفقاً لإحصائية سنة (2002).